# 戈尔韦湾

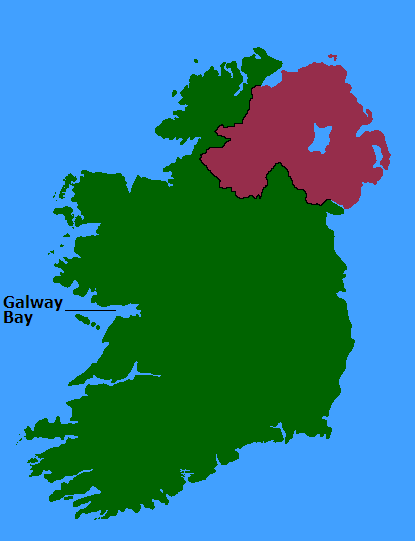
戈尔韦湾地圖

戈尔韦湾（爱尔兰语：Loch Lurgain或Cuan na Gaillimhe）是爱尔兰西海岸的一个大海湾，戈尔韦湾北側為康諾特省戈尔韦郡，南側為芒斯特省克莱尔郡巴倫國家公園。戈尔韦位于海湾的东北侧。海湾长约50公里，宽度为10公里至30公里。海湾内有许多小岛。